# Grevillea agrifolia
Grevillea agrifolia là một loài thực vật có hoa trong họ Quắn hoa. Loài này được A.Cunn. ex R.Br. miêu tả khoa học đầu tiên năm 1830.